# بترا وايلدر سميث
بيترا ألفريدا إرنا بيت وايلدر سميث (بالإنجليزية: Petra Wilder-Smith)‏ (المولودة في 16 مايو 1958) هي أستاذة ومديرة قسم طب الأسنان في معهد بيكمان لليزر في جامعة كاليفورنيا في إيرفين، وزميلة في مركز الأسرة الشامل للسرطان في جامعة كاليفورنيا، إيرفين. وهي أستاذة زائرة في جامعة آخن (ألمانيا). ومحاضرة زائرة في جامعة لوما ليندا. تخصصت وايلدر سميث في استخدام الضوء والبصريات في تتبع وعلاج سرطان الفم. وقد طورت تقنية ليزر مبتكرة تستخدم لفحص وعلاج آفات الفم.

## الحياة المهنية
التحقت وايلدر سميث بمستشفى جاي في جامعة لندن (المملكة المتحدة)، وحصلت على شهادتها مع مرتبة الشرف في يوليو 1983. واعتبارًا من عام 1983، حصلت وايلدر على رخصتها لإجراء جراحة الأسنان، مما أهلها للالتحاق بالكلية الملكية للجراحين في بريطانيا العظمى. اعتبارًا من عام 1985، حصلت وايلدر على شهادة الدكتوراه من جامعة برن (سويسرا) لعملها في مجالل طب الأسنان التكميلي.
عملت بيترا كمدرسة صغيرة في مستشفى جاي في قسم طب الفم والأسنان في جامعة هايدلبرغ في ألمانيا، وحصلت على شهادة في تخصص طب والأسنان من جامعة هايدلبرغ في عام 1986. كما حصلت على جائزة البحث الافتتاحي لعلم اللثة من الجمعية الأوروبية لعلم اللثة عام 1987 لعملها المبتكر في تطبيق تقنيات قياس التدفق بدوبلر الليزر في مجال الفم والأسنان.
وبينما كانت بيترا تدرس في جامعة هايدلبرغ، حصلت على جائزة أفضل طبيب في الجامعة في عام 1988، وجائزة أفضل محاضر وجائزة ستوفنبرغ للبحوث المبتكرة في عام 1989. [6] في عام 1999، حصلت وايلدر سميث على شهادة الدكتوراه في العلوم الطبية الحيوية من جامعة آخن. في عام 1991، انضمت وايلدر سميث إلى معهد بيكمان للليزر في جامعة إيرفين، كاليفورنياكمدير مساعد لبرنامج طب الأسنان. وقد أصبحت مديرًا مشاركًا في برنامج طب الأسنان وأستاذ اساعد اعتبارًا من عام 1993، ومدير برنامج طب الأسنان وأستاذ المساعد المساعد اعتبارا من عام 1995، مدير برنامج طب الأسنان وأستاذ مساعد اعتبارًا من عام 1998، ومدير برنامج طب الأسنان وأستاذ مشارك في الإقامة اعتبارًا من عام 2003.

## مجال البحث
ركزت أبحاث وايلدر سميث على تقنيات بصرية غير موسعة مثل التصوير المقطعي للتماسك البصري واستخدامها في تشخيص سرطان الفم. كما اهامت وايلدر بشكل خاص بتطوير تقنيات للكشف المبكر عن الأنسجة السرطانية والسرطانية في الفم. وقد تعاونت مع باحثين في مدينة هوب، وجامعة كاليفورنيا، وجامعة بنسلفانيا وغيرها، ونشرت أكثر من 100 منشور في أكثر من 20 عامًا. تلقت وايلدر تمويلًا من المعاهد الوطنية للصحة، ووزارة الدفاع الأمريكية، وغيرها. 
عملت  الدكتورة بيترا وايلدر سميث مع الدكتور تشونغبينغ تشن في جامعة كاليفورنيا في إيرفين والدكتور ما كورياكوس في مركز مازومدار شو للسرطان في بنجالور في الهند لتطوير جهاز محمول غير مكلف للكشف عن سرطان الفم، والذي يمثل 35٪ من وفيات السرطان بين الرجال الهنود. كان الجهاز يعمل بالطاقة الشمسية، وحجمه أكبر قليلًا من صندوق الأحذية، واستخدم تكنولوجيا الهاتف المحمول لإرسال صور ليزر من الآفات عن طريق الفم إلى المتخصصين للتقييم. أمكن الوصول إلى المرضى الذين لديهم فرصة قليلة من الوصول إلى الرعاية عن طريق الفم، وتشخيص السرطان في مراحله المبكرة للغاية  من زيادة إمكانية التدخل المبكر مما أتى بنتائج أكثر نجاحًا للعلاج.
يرسل الجهاز شعاع الضوء من خلال الأنسجة عن طريق الفم إلى عمق 2 مم. ويُقارن هذا مع شعاع المرجعية، ويتم إنشاء صورة من سطح الأنسجة والسطحية. تماثلت المعلومات التي تم الحصول عليها حول التصغير الشكلي للنسيج مع تلك المكتسبة من الشرائح النسيجية في العينة، دون اختراق الأنسجة وما ينتج عنها من ألم. أفادت التقارير بأن نتائج الجهاز وصلت إلى 90٪ حساسية للتشخيص و 85٪ خصوصية. تقسّم الخوارزمية التشخيصية للنظام المرضى إلى ثلاث فئات: مرضى لا يحتاجون إلى أي تدخل مطلوب، مرضى يجب متابعتهم   لمدة ثلاثة أو ستة أشهر، مرضى يجب الرجوع إلى أخصائي للبتّ في أمرهم .
عملت وايلدر سميث في مجالس استشارية للجمعية الأمريكية لطب وجراحة الليزر، ومجموعة العلوم التشخيصية التابعة للرابطة الدولية لبحوث الأسنان ومؤسسة الوقاية من السرطان. كما تعمل الآن في مجالس التحرير في مجلة فوتومديسين وجراحة الليزر وجهاز الليزر في مجلة الجراحة والطب.